# Porotrichum tenuinerve
Porotrichum tenuinerve är en bladmossart som beskrevs av Bruce H. Allen 1994. Porotrichum tenuinerve ingår i släktet Porotrichum och familjen Neckeraceae. Inga underarter finns listade i Catalogue of Life.